# رئيس هايتي
رئيس هايتي (اللغة الكريولية الهايتية: Prezidan peyi Ayiti)(بالفرنسية: Président d'Haïti)‏ رسميًا رئيس جمهورية هايتي (اللغة الكريولية الهايتية: Prezidan Repiblik Ayiti)(بالفرنسية: Président de la République d'Haïti)‏ هو رأس هايتي المنتخب. تنقسم السلطة التنفيذية في هايتي بين الرئيس والحكومة التي يرأسها رئيس وزراء هايتي. يمارس المجلس الرئاسي الانتقالي صلاحيات الرئاسة منذ 25 أبريل 2024 وينتهي تفويض عمله ينتهي في 7 فبراير 2026.